# فلسکین
فلسکین (به لاتین: Felskinn) یک کوه در سوئیس است که در کانتون وله واقع شده‌است. فلسکین ۲٬۹۸۹ متر بالاتر از سطح دریا واقع شده‌است.